# Blake Ahearn
Blake Ahearn, né le 27 mai 1984 à Saint-Louis au Missouri est un joueur puis entraîneur américain de basket-ball.

## Carrière
Ahearn évolue à l’Immacolata School à Saint-Louis, puis à la De Smet Jesuit High School. Il rejoint ensuite l'université d'État du Missouri de 2003 à 2007. Il termine comme meilleur tireur de lancer-francs de l'histoire de l'université (435/460). Il est nommé Missouri Valley Conference Freshman of the Year en 2004, et est nommé à deux reprises dans la all-MVC en 2006 et 2007.
Pour la saison 2007-2008, sa première saison professionnelle, Ahearn rejoint la NBA Development League et l'équipe des Wizards du Dakota. Il devient titulaire et réalise des statistiques de 19 points, 96 % aux lancer-francs, 49 % aux tirs et 44 % à 3 points en 41 rencontres.
Le 21 mars 2008, Ahearn signe un contrat de dix jours en NBA avec le Heat de Miami, dont l'effectif avait été décimé par les blessures. Le 10 avril, Ahearn est nommé Rookie of the Year de la D-League et dans la All-NBA Development League Second Team.
Lors de la présaison 2008 et malgré de bonnes prestations, il n'est pas retenu dans l'effectif des Timberwolves du Minnesota. Il rejoint alors l'effectif des Wizards du Dakota. Le 16 novembre, Ahearn est recruté par les Spurs de San Antonio. Le 30 novembre, Ahearn est envoyé par les Spurs en D-League dans son équipe affiliée des Toros d'Austin.
Le 15 décembre 2008, Blake Ahearn est remercié par les Spurs, après avoir disputé trois matchs avec eux, mais il est resigné de nouveau cinq jours plus tard. Il est nommé co-MVP du NBADL All-Star Game lors du NBA All-Star Game 2009 aux côtés de Courtney Sims.